# Veltheimer Fährunglück
Das Veltheimer Fährunglück war ein Unglück mit 81 Toten am 31. März 1925 bei einer Reichswehrübung zur Überquerung der Weser. Soldaten sollten im heutigen Gebiet der Stadt Porta Westfalica vom linken Weserufer beim heutigen Kalletal-Varenholz zum rechten Ufer beim heutigen Ortsteil Veltheim übersetzen.

## Fährunglück bei Reichswehrübung
Die Fließgeschwindigkeit der Weser betrug 1,50 m/s. Vier Überfahrten erfolgten zuvor problemlos, das Unglück geschah bei der fünften Fahrt. Auf einer von Mindener Pionieren aus offenen Pontons gebauten Gierfähre sollten 167 vollausgerüstete Soldaten übergesetzt werden, die dem 18. Infanterie-Regiment angehörten, unter anderem dem (Lippischen) Ausbildungsbataillon in Detmold sowie einer Kompanie in Hameln. Einem Zivilisten wurde erlaubt, mitzufahren. Wegen starker Überbelegung bzw. für diese Anzahl Personen fehlerhafter Konstruktion (aufgrund der Befolgung veralteter Vorschriften) kenterte die Fähre. Es gab 81 Tote, darunter der Zivilist. Die Opfer in voller Montur konnten sich nicht retten, zahlreiche Opfer konnten auch nicht schwimmen. Einer der Überlebenden war Fritz Schmidt aus Eisbergen, der später in der NSDAP Karriere machte.
An das Ereignis erinnern heute noch ein Denkmal am Weserufer in Veltheim sowie ein Gedenkstein an der Scharnhorst-Kaserne in Hameln.

## Folgen

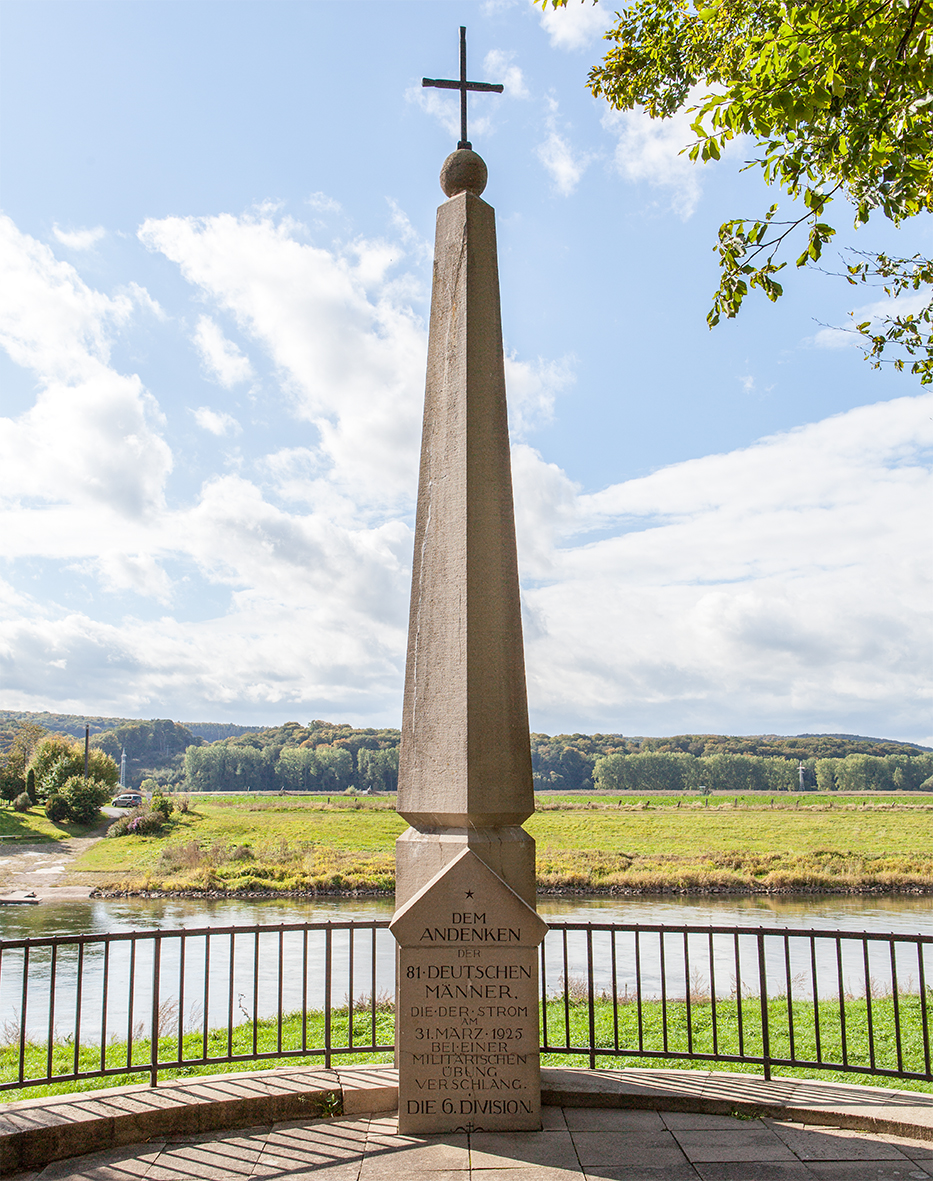
Denkmal bei Veltheim zum Fährunglück von 1925

Knapp drei Monate später wurde der dienstverantwortliche Oberleutnant vom Mindener Schöffengericht freigesprochen, ein fahrlässiges Handeln konnte nicht festgestellt werden. Konstruktionsfehler der Fähre und das Hochwasser waren für das Gericht die Ursachen der Katastrophe. Im Laufe des Gerichtsverfahrens wurde die Situation am Unglücksort nachgestellt, wobei der Angeklagte sich weigerte, die Pontons zu betreten.
Eine Untersuchungskommission entlastete die Regimentsleitung des 18. Infanterie-Regiments unter Hans Kloebe bezüglich der Verantwortung für diesen Unfall. Als Regimentskommandeur übernahm Kloebe die politische Verantwortung und wurde unter Verleihung des Charakters als Generalmajor, also einem höheren Rang, in den Ruhestand verabschiedet.
In der Folge des Fährunglücks wurden die Vorschriften der Reichswehr zu Flussquerungen mit Pontons bei militärischen Übungen angepasst.
Politisch brisant war, dass etliche der Reichswehrmitglieder nach dem Versailler Vertrag nicht rechtmäßig dem Militär angehörten. Der Journalist Berthold Jacob recherchierte, dass die an dem Unglück beteiligten Soldaten größtenteils Zeitfreiwillige waren. Auf Grund des Versailler Vertrags nach dem Ende des Ersten Weltkrieges durfte das deutsche Heer nur 100.000 Mann stark sein. Mit den Zeitfreiwilligen wurde diese Zahl deutlich überschritten, die Regelung also unterlaufen. Nach Angaben des späteren Friedensnobelpreisträgers Carl von Ossietzky hatte wenige Monate zuvor Reichskanzler Luther eingeräumt, dass zeitweise Freiwillige in die Reichswehr eingestellt worden seien, aber versichert, dass diese Praxis beendet sei. Am 11. April 1925 erschien der Artikel Das Zeitfreiwilligengrab an der Weser in der Zeitung Das Andere Deutschland, daraufhin zwei weitere Artikel. Jacobs und der Herausgeber Fritz Küster wurden wegen dieser Artikel wegen Landesverrat angeklagt und vom Reichsgericht in Leipzig am 14. März 1928 zu je neun Monaten Festungshaft verurteilt (Ponton-Urteil). Über dieses Urteil schrieb Carl von Ossietzky in der Weltbühne den Aufsatz Der Ponton-Prozeß.
Im weiteren Verlauf wurde Carl von Ossietzky für andere Artikel mit ähnlichen Erkenntnissen zum illegalen Tun der Reichswehr in der Zeitschrift, deren Chefredakteur er war, im so genannten „Weltbühne-Prozess“ wegen Verrats militärischer Geheimnisse zu einem Jahr und sechs Monaten Gefängnis verurteilt. Er trat seine Haftstrafe am 10. Mai 1932 in Berlin-Tegel an. Er wurde zwar im Rahmen einer Weihnachtsamnestie 1932 freigelassen, jedoch kurz danach in der Nacht des Reichstagsbrandes am 28. Februar 1933 in Schutzhaft genommen. Am 23. November 1936 erhielt er den Friedensnobelpreis für 1935. An den Folgen der jahrelangen GeStaPo- und KZ-Haft starb er am 14. Mai 1938.
Der Spiegel urteilte 1957 im Vergleich zum gerade erfolgten Iller-Unglück: „Die 80 Soldaten waren bei einer militärisch sinnvollen, nach exakten Vorschriften gesicherten Übung zu Tode gekommen, ohne daß irgend jemand schuldhaft gehandelt hatte.“ Auf die Anwesenheit irregulärer Soldaten ging der Spiegel 1957 nicht ein. Dort wird auch die Änderung der Dienstvorschriften in Bezug auf militärische Übungen bei Flussquerungen dargestellt: „Der Tod der 80 war der Anlaß dafür, daß fortan beim ‚Flußübergang‘ – laut neuer Dienstvorschrift – das Gewehr in der rechten, der Stahlhelm in der linken Hand getragen wurde. Die obersten beiden Knöpfe des Waffenrocks mußten geöffnet sein, Tornister durften nicht mitgeführt werden.“